# Centro de Investigación de Recursos y Consumos Energéticos
CIRCE es un centro de investigación privado y sin ánimo de lucro, creado en 1993 por la Universidad de Zaragoza, el Gobierno de Aragón y Endesa. Junto a estos tres miembros fundadores, el patronato de la Fundación cuenta actualmente con el Grupo Samca, Taim-Weser, Grupo Cuerva, Grupo Térvalis y Merytronic.

## CIRCE (Centro de investigación)
Las actividades de este centro de investigación están encaminadas a impulsar la eficiencia energética y el despliegue de las energías renovables, con el fin de mejorar la competitividad de las empresas, el bienestar de la sociedad y contribuir a un desarrollo sostenible.
CIRCE también está especializado en realizar acciones formativas dentro del sector energético. e imparte títulos propios de posgrado de la Universidad de Zaragoza, programas de doctorado y cursos especializados para empresas.
CIRCE tiene su sede en el Campus Río Ebro de la Universidad de Zaragoza. Se trata de un edificio construido bajo los principios de la arquitectura sostenible  y la bioconstrucción. 
También cuenta con una delegación permanente en Bruselas para facilitar la participación en proyectos europeos y con una delegación para Latinoamérica.

## Internacionalización
Este centro de investigación es miembro de asociaciones internacionales que agrupan a las principales empresas, universidades y centros de investigación del sector energético, y participa de forma activa en los principales foros y plataformas dentro de este campo.
- Coordina el grupo de trabajo sobre carga rápida de vehículo eléctrico de la Agencia Internacional de la Energía (IEA)
- Gestiona la secretaría técnica de la Plataforma Tecnológica Española de Redes Eléctricas (Futured)
- Es miembro fundador de la asociación europea SPIRE para promover la sostenibilidad de los procesos industriales mediante la eficiencia energética.
- Es socio de la European Energy Research Alliance dentro de los grupos sobre SmartGrids, Smart Cities y Energía eólica.
- Preside el comité directivo del máster europeo de energías renovables que promueve la Agencia Europea de Centros de Investigación de Energías Renovables (EUREC)